# Steve Reid
Steve Reid (ur. 29 stycznia 1944 w Nowym Jorku, zm. 13 kwietnia 2010 tamże) – amerykański perkusista jazzowy. 

## Życiorys
Absolwent Adelphi University w Garden City w Nowym Jorku. Reid współpracował m.in. z takimi wykonawcami jak Miles Davis, Ornette Coleman, James Brown, Fela Kuti czy Sun Ra.
Muzyk zmarł 13 kwietnia 2010 roku we śnie w następstwie raka przełyku w Nowym Jorku. Miał 66 lat.

## Wybrana dyskografia
Opracowano na podstawie materiału źródłowego.
Jako lider
- Wave (jako Steve Reid Trio, CPR Records, 1993)
- Live In Europe (jako Steve Reid Quartet, MSI Records, 2001)
- Trio-Invitation (jako Steve Reid Trio, CPR Records, 2002)
- Spirit Walk (Soul Jazz Records, 2005)
- The Exchange Session Vol. 1 (oraz Kieran Hebden, Domino, 2006)
- The Exchange Session Vol. 2 (oraz Kieran Hebden, Domino, 2006)

Jako sideman
- David Wertman - Kara Suite (1976, Mustevic Sound)
- Arthur Blythe - Metamorphosis (1979, India Navigation)
- Miles Davis - Tutu (1986, Warner Bros. Records)
- Supertramp - Free As A Bird (1987, A&M Records)